# حاکم مو چین
حاکم مو از چین (به چینی: 秦穆公؛مرگ ۶۲۱ پ. م)، زاده با نام رنهائو (به چینی: 任好)، فرمانروای ایالت چین در دودمان ژو از ۶۵۹ پ. م تا ۶۲۱ پ. م در دوره بهار و پاییز تاریخ چین بود. او که گاهی به عنوان یکی از پنج رهبر برتر چین شناخته می شود، او قلمرو چین را در زمان سلطنت، پادشاه شیانگ ژو به شدت گسترش داد. او همچنین به‌خاطر داشتن مشاوران بااستعداد زیادی مانند بایلی شی (百里奚)، جیان شو (蹇叔)، پی بائو (丕豹) و گونگ سان (公孫) معروف بود.

## نام
نام اجدادی وی یینگ (嬴) و نامش رنهائو بود. در زمان قدرتش، او را «چین» یا «حاکم چین» (Qingong) ساده می نامیدند. عنوان چین موگونگ - "حاکم رسمی چین" - نام پسامرگ اوست که توسط جانشینان او به عنوان بخشی از احترام اجدادی چینی اعطا شد.

## زندگی
او پسر حاکم ده چین و برادر کوچکتر حاکم چنگ چین بود. او با مو جی (穆姬) دختر حاکم شیان جین ازدواج کرد و دخترش هوآی یینگ (懷嬴) را به عقد دو پسر حاکم شیان درآورد. او به دامادش کمک کرد تا در نبرد چنگپو بر چو پیروز گردد. این دو ازدواج منجر به ضرب المثل "دوستی چین و جین" (秦晉之好) شد که نشان دهنده ازدواج‌ها و اتحادهای سیاسی مبتنی بر پیوندهای زناشویی است. او همچنین به عنوان استخدام‌کننده بول که متخصص پرورش اسب بود؛ نیز شناخته می شود.
در اوایل سلطنت حاکم مو چین، ایالت جین یک قدرت بزرگ تحت رهبری حاکم شیان جین بود. با این حال، پس از مرگ حاکم شیان، جین در یک وضعیت درگیری داخلی فرو رفت، زیرا پسران حاکم شیان بر سر جانشینی جنگیدند. یکی از آنها برنده رقابت شد و حاکم هوی جین شد، اما جین چندی بعد دچار قحطی شد و حاکم هوی از چین درخواست کمک کرد. حاکم مو چین، مواد غذایی کمکی و ابزار کشاورزی را به جین فرستاد. با این حال، چین بعداً دچار قحطی شد و تا آن زمان، جین بهبود یافته بود و به سمت چین حمله کرد. چین و جین در چند سال آینده درگیر چندین نبرد شدند.
در طول نبرد با جین، حاکم مو شنید که برادر بزرگتر حاکم هوی، جی چونگر، از ولگردی‌های شمالی و شرقی خود به دربار جنوبی چو رفته است. پس از مشورت با رعایا، حاکم مو فرستاده ای را به چو فرستاد تا چونگر را به چین دعوت کند. پس از مرگ حاکم هوی، پسرش از اسارت در دربار چین فرار کرد تا خود را به عنوان حاکم جدید معرفی کند. به جای اجازه دادن به این کار، حاکم مو ارتش خود را فرستاد تا چونگیر را به عنوان جانشین حاکم هوی معرفی کند و ارتش جین را در نبرد گائولیانگ شکست دهد. چونگر - نام پس از مرگ او "حاکم ون" است - از کمک های حاکم مو سپاسگزار بود و روابط بین چین و جین بهبود یافت. چین از این فرصت استفاده کرد و لشکرکشی را علیه قبایل اندک غرب به راه انداخت.
در این زمان، چین و جین قدرتمندترین ایالت‌های چین بودند. حاکم ون جین بربرهای دی را بیرون کرد و آنها را به منطقه غرب رودخانه زرد بین رودخانه های یون و لو راند. در آنجا آن‌ها را با عنوان دی قرمز و دی سفید می شناختند. اندکی پس از آن، حاکم مو چین، با بکارگیری خدمات یو یو، موفق شد هشت قبیله بربر غرب را وادار به تسلیم کرد.
بنابراین، در این زمان، قبایل میانژو، هونرونگ و دییوآن در منطقه غرب لانگ زندگی می کردند. در شمال کوهستان چی و لیانگ و رودخانه های جینگ و چی قبایل ییچو، دالی، وژی و کویوان زندگی می کردند. شمال جین بربرهای جنگلی و لوفان بودند، در حالی که در شمال یان بربرهای شرقی و بربرهای کوهستانی زندگی می کردند. همه آنها در دره های کوچک خود پراکنده بودند و هر کدام رئیس خود را داشتند. گاه به گاه صدها مرد گردهم می آمدند، اما هیچ قبیله ای قادر نبود بقیه را تحت یک حکومت متحد کند.
در سال۶۲۷ پ. م، حاکم مو چین یک حمله مخفیانه به ایالت ژنگ را برنامه ریزی کرد، اما ارتش چین پس از فریب خوردن به این باور که ژنگ برای تهاجم به چین آماده شده است، عقب‌نشینی کرد. حاکم ون مرده بود و جانشین او، حاکم شیانگ جین، به سربازانش دستور داد تا برای ارتش در حال عقب‌نشینی چین کمین کنند. نیروهای چین در یک کمین توسط جین در نبرد یائو (ژ) در نزدیکی شهرستان لونینگ امروزی در استان هنان شکست خوردند و متحمل تلفات سنگین شدند. سه سال بعد، چین برای انتقام به جین حمله کرد و یک پیروزی بزرگ به دست آورد. حاکم مو پس از برگزاری مراسم تشییع جنازه کشته‌شدگان در نبرد یائو، از پیشروی بیشتر به سمت شرق خودداری کرد و بر سیاست سنتی گسترش مرزهای چین در غرب تمرکز کرد. دستاوردهای حاکم مو در مبارزات غرب و مدیریت روابط خارجی او با جین، موقعیتی را برای او در میان پنج رهبر برتر دوره بهار و پاییز به ارمغان آورد.
حاکم مو در سال ۶۲۱ پ. م درگذشت و پسرش حاکم کانگ چین جانشین وی شد.